# Skognes
Skognes est une localité du comté de Troms, en Norvège.

## Géographie
Administrativement, Skognes fait partie de la kommune de Lenvik.